# Unione Polisportiva Comunale Tavagnacco 2021-2022
Questa voce raccoglie le informazioni riguardanti l'Unione Polisportiva Comunale Tavagnacco nelle competizioni ufficiali della stagione 2021-2022.

## Stagione
La stagione 2021-22 è stata per l'UPC Tavagnacco la prima in Serie B dopo diciannove stagioni consecutive disputate in Serie A. Ad inizio stagione è stato confermato Marco Rossi come allenatore della squadra e buona parte delle giocatrici facenti parte la rosa della precedente stagione sono state confermate.
Il campionato di Serie B è stato concluso al nono posto con 35 punti conquistati, frutto di 10 vittorie, 5 pareggi e 11 sconfitte. In Coppa Italia la squadra è stata eliminata ai gironi eliminatori, dopo aver concluso il triangolare 8 al terzo ed ultimo posto alle spalle di Roma e Pomigliano.

## Organigramma societario
Da sito societario
Area tecnica
- Allenatore: Marco Rossi
- Preparatore dei portieri: Vittorio Baccari
- Fisioterapista: Alberto Zuliani
- Team Manager: Elisabetta Terraveglia

## Rosa
Rosa, ruoli e numeri di maglia come da sito ufficiale, integrata dai siti Football.it e FIGC Femminile, e aggiornata al 20 novembre 2021.
| N. |                   | Ruolo | Calciatrice        |
| -- | ----------------- | ----- | ------------------ |
| 1  | Italia (bandiera) | P     | Beatrice Beretta   |
| 3  | Italia (bandiera) | D     | Elisa Donda        |
| 5  | Italia (bandiera) | D     | Federica Veritti   |
| 6  | Italia (bandiera) | D     | Denise Di Blas     |
| 7  | Italia (bandiera) | C     | Deborah Stella     |
| 8  | Italia (bandiera) | C     | Alessia Tuttino    |
| 9  | Italia (bandiera) | A     | Flavia Devoto      |
| 13 | Italia (bandiera) | D     | Michela Martinelli |
| 14 | Italia (bandiera) | A     | Maria Zuliani      |
| 17 | Italia (bandiera) | A     | Caterina Ferin     |
| 19 | Italia (bandiera) | C     | Nicole Gianesin    |

| N. |                   | Ruolo | Calciatrice        |
| -- | ----------------- | ----- | ------------------ |
| 20 | Italia (bandiera) | D     | Gaia Milan         |
| 21 | Malta (bandiera)  | D     | Nicole Sciberras   |
| 23 | Italia (bandiera) | C     | Zoe Caneo          |
| 24 | Italia (bandiera) | D     | Melissa Toomey     |
| 27 | Italia (bandiera) | A     | Zineb Abouziane    |
| 33 | Grecia (bandiera) | A     | Sofia Kongoulī     |
| 41 | Italia (bandiera) | C     | Marta Grosso       |
| 44 | Italia (bandiera) | P     | Silvia Girardi     |
| 46 | Italia (bandiera) | D     | Alice Rossi        |
| 77 | Italia (bandiera) | A     | Camilla Pinatti    |
|    | Italia (bandiera) | A     | Martina Cetrangolo |

## Calciomercato

### Sessione estiva
| Acquisti | Acquisti         | Acquisti | Acquisti    |
| R.       | Nome             | da       | Modalità    |
| -------- | ---------------- | -------- | ----------- |
| D        | Alice Rossi      | Sassuolo | definitivo  |
| D        | Nicole Sciberras | Juventus | in prestito |
| A        | Sofia Kongoulī   | Diósgyőr | definitivo  |

| Cessioni | Cessioni          | Cessioni   | Cessioni      |
| R.       | Nome              | a          | Modalità      |
| -------- | ----------------- | ---------- | ------------- |
| P        | Marika Fontana    |            |               |
| D        | Caterina Dieudé   | Lugano     |               |
| D        | Hana Golob        |            |               |
| D        | Eleonora Pozzecco |            |               |
| C        | Aurora Liuzzi     | Riccione   | definitivo    |
| C        | Elisa Mariani     | Inter      | fine prestito |
| C        | Valentina Puglisi | Juventus   | fine prestito |
| A        | Anna Martinuzzi   | Cittadella | definitivo    |

### Sessione invernale
| Acquisti | Acquisti           | Acquisti   | Acquisti   |
| R.       | Nome               | da         | Modalità   |
| -------- | ------------------ | ---------- | ---------- |
| D        | Ilaria Lombardi    | Pomigliano | definitivo |
| A        | Martina Cetrangolo | Inter      | definitivo |

| Cessioni | Cessioni        | Cessioni   | Cessioni      |
| R.       | Nome            | a          | Modalità      |
| -------- | --------------- | ---------- | ------------- |
| D        | Melissa Toomey  | Pomigliano | definitivo    |
| C        | Nicole Gianesin | Juventus   | fine prestito |

## Risultati

### Serie B

#### Girone di andata
| Arbitro: | Drigo (Portogruaro) |

|             |           |           |
| Tuttino 48’ | Marcatori | 21’ Costa |

| Roma 10 novembre 2021, ore 14:30 CET 2ª giornata | Roma CF                  | 0 – 0 referto referto 2 | Tavagnacco | Centro sportivo Certosa\| Arbitro: \| Manzo (Torre Annunziata) \| |
| Arbitro:                                         | Manzo (Torre Annunziata) |                         |            |                                                                   |

| Arbitro: | Tricarico (Verona) |

|                                                      |           |  |
| Ferin 15’ Kongoulī 49’, 84’ Abouziane 50’ Grosso 72’ | Marcatori |  |

| Arbitro: | Gambuzzi (Reggio Emilia) |

|  |           |                                                     |
|  | Marcatori | 32’ Kongoulī 73’ Veritti 78’ Abouziane 89’ Gianesin |

| Arbitro: | Bazzo (Bolzano) |

|                        |           |  |
| Ferin 25’ Kongoulī 71’ | Marcatori |  |

| Arbitro: | Guerra (Venosa) |

|                                 |           |             |
| Gelmetti 14’ Veritti 48’ (aut.) | Marcatori | 27’ Tuttino |

| Arbitro: | Marin (Portogruaro) |

|                     |           |              |
| Milan 55’ Ferin 86’ | Marcatori | 60’ C. Merli |

| Arbitro: | Caruso (Viterbo) |

|                          |           |                         |
| Blasoni 87’ Lombardo 89’ | Marcatori | 27’ Devoto 59’ Kongoulī |

| Tavagnacco 8 dicembre 2021, ore 14:30 CET 9ª giornata | Tavagnacco        | 0 – 0 referto referto 2 | Como | Stadio comunale\| Arbitro: \| Zago (Conegliano) \| |
| Arbitro:                                              | Zago (Conegliano) |                         |      |                                                    |

| Arbitro: | Ranieri (Como) |

|                          |           |            |
| Peruzzo 36’ Fracaros 59’ | Marcatori | 73’ Devoto |

| Arbitro: | Selvatici (Rovigo) |

|                       |           |  |
| Milan 25’ Zuliani 34’ | Marcatori |  |

| Arbitro: | Pizzi (Bergamo) |

|                                                    |           |              |
| Moroso 45’ (aut.) Boni 72’ (rig.) Dallagiacoma 80’ | Marcatori | 14’ Kongoulī |

| Arbitro: | Frazza (Schio) |

|              |           |                 |
| Kongoulī 39’ | Marcatori | 76’, 79’ Jansen |

#### Girone di ritorno
| Arbitro: | Sacchi (Macerata) |

|  |           |           |
|  | Marcatori | 11’ Ferin |

| Tavagnacco 6 febbraio 2022, ore 14:30 CET 15ª giornata | Tavagnacco          | 0 – 0 referto | Roma CF | Stadio comunale\| Arbitro: \| Migliorini (Verona) \| |
| Arbitro:                                               | Migliorini (Verona) |               |         |                                                      |

| Arbitro: | Pica (Roma) |

|              |           |  |
| Dragotto 23’ | Marcatori |  |

| Arbitro: | Poli (Verona) |

|  |           |            |
|  | Marcatori | 48’ Ploner |

| Arbitro: | Palmieri (Conegliano) |

|          |           |  |
| Kiem 63’ | Marcatori |  |

| Arbitro: | Duzel (Castelfranco Veneto) |

|                        |           |  |
| Kongoulī 68’ Ferin 71’ | Marcatori |  |

| Arbitro: | Bortolussi (Nichelino) |

|              |           |  |
| L. Merli 62’ | Marcatori |  |

| Arbitro: | Menozzi (Treviso) |

|                        |           |  |
| Kongoulī 61’ Milan 71’ | Marcatori |  |

| Arbitro: | Picardi (Viareggio) |

|                            |           |           |
| Pastrenge 42’ Rigaglia 65’ | Marcatori | 89’ Ferin |

| Arbitro: | Di Renzo (Bolzano) |

|  |           |                    |
|  | Marcatori | 38’ (rig.) Peruzzo |

| Arbitro: | Menicucci (Lanciano) |

|  |           |           |
|  | Marcatori | 68’ Milan |

| Arbitro: | Schmid (Rovereto) |

|                     |           |  |
| Donda 29’ Ferin 68’ | Marcatori |  |

| Arbitro: | Castelli (Ascoli Piceno) |

|                             |           |                        |
| Barbieri 3’ Jansen 44’, 50’ | Marcatori | 44’ Milan 45’ Kongoulī |

### Coppa Italia

#### Turno preliminare
| Arbitro: | Duzel (Castelfranco Veneto) |

|               |           |                               |
| Abouziane 70’ | Marcatori | 45’, 87’ Banusic 85’ Ferrandi |

| Arbitro: | Di Renzo (Bolzano) |

|  |           |                                                                 |
|  | Marcatori | 11’ Lázaro 36’ Ciccotti 76’ Giugliano 78’ Pirone 90+2’ Andressa |

## Statistiche

### Statistiche di squadra
| Competizione | Punti | In casa | In casa | In casa | In casa | In casa | In casa | In trasferta | In trasferta | In trasferta | In trasferta | In trasferta | In trasferta | Totale | Totale | Totale | Totale | Totale | Totale | DR  |
| Competizione | Punti | G       | V       | N       | P       | Gf      | Gs      | G            | V            | N            | P            | Gf           | Gs           | G      | V      | N      | P      | Gf     | Gs     | DR  |
| ------------ | ----- | ------- | ------- | ------- | ------- | ------- | ------- | ------------ | ------------ | ------------ | ------------ | ------------ | ------------ | ------ | ------ | ------ | ------ | ------ | ------ | --- |
| Serie B      | 35    | 13      | 7       | 3       | 3       | 19      | 6       | 13           | 3            | 2            | 8            | 14           | 17           | 26     | 10     | 5      | 11     | 33     | 23     | +10 |
| Coppa Italia | -     | 2       | 0       | 0       | 2       | 1       | 8       | -            | -            | -            | -            | -            | -            | 2      | 0      | 0      | 2      | 1      | 8      | -7  |
| Totale       | -     | 15      | 7       | 3       | 5       | 20      | 14      | 13           | 3            | 2            | 8            | 14           | 17           | 28     | 10     | 5      | 13     | 34     | 31     | +3  |

### Andamento in campionato
| Giornata  | 1 | 2 | 3 | 4 | 5 | 6 | 7 | 8 | 9 | 10 | 11 | 12 | 13 | 14 | 15 | 16 | 17 | 18 | 19 | 20 | 21 | 22 | 23 | 24 | 25 | 26 |
| --------- | - | - | - | - | - | - | - | - | - | -- | -- | -- | -- | -- | -- | -- | -- | -- | -- | -- | -- | -- | -- | -- | -- | -- |
| Luogo     | C | T | C | T | C | T | C | T | C | T  | C  | T  | C  | T  | C  | T  | C  | T  | C  | T  | C  | T  | C  | T  | C  | T  |
| Risultato | N | N | V | V | V | P | V | N | N | P  | V  | P  | P  | V  | N  | P  | P  | P  | V  | P  | V  | P  | P  | V  | V  | P  |
| Posizione | 5 | 8 | 5 | 4 | 2 | 5 | 4 | 4 | 5 | 6  | 4  | 9  | 10 | 11 | 4  | 6  | 7  | 9  | 8  | 9  | 8  | 8  | 11 | 11 | 8  | 9  |

Legenda:

Luogo: C = Casa; T = Trasferta. Risultato: V = Vittoria; N = Pareggio; P = Sconfitta.

### Statistiche delle giocatrici
| Giocatore        | Serie B  | Serie B | Serie B     | Serie B    | Coppa Italia | Coppa Italia | Coppa Italia | Coppa Italia | Totale   | Totale | Totale      | Totale     |
| Giocatore        | Presenze | Reti    | Ammonizioni | Espulsioni | Presenze     | Reti         | Ammonizioni  | Espulsioni   | Presenze | Reti   | Ammonizioni | Espulsioni |
| ---------------- | -------- | ------- | ----------- | ---------- | ------------ | ------------ | ------------ | ------------ | -------- | ------ | ----------- | ---------- |
| Z. Abouziane     | 16       | 2       | 0           | 0          | 2            | 1            | 1            | 0            | 18       | 3      | 1           | 0          |
| B. Beretta       | 26       | -19     | 0           | 0          | 2            | -4           | 0            | 0            | 28       | -23    | 0           | 0          |
| Z. Caneo         | 24       | 0       | 2           | 1          | 1            | 0            | 0            | 0            | 25       | 0      | 2           | 1          |
| A. Castro Garcia | 3        | 0       | 0           | 0          | -            | -            | -            | -            | 3        | 0      | 0           | 0          |
| M. Cetrangolo    | 7        | 0       | 0           | 0          | -            | -            | -            | -            | 7        | 0      | 0           | 0          |
| F. Devoto        | 21       | 2       | 0           | 0          | 2            | 0            | 0            | 0            | 23       | 2      | 0           | 0          |
| E. Donda         | 25       | 1       | 0           | 0          | 1            | 0            | 0            | 0            | 26       | 1      | 0           | 0          |
| C. Ferin         | 25       | 7       | 2           | 0          | 1            | 0            | 0            | 0            | 26       | 7      | 2           | 0          |
| N. Gianesin      | 9        | 1       | 1           | 0          | 2            | 0            | 0            | 0            | 11       | 1      | 1           | 0          |
| S. Girardi       | 1        | -2      | 0           | 0          | 1            | -4           | 0            | 0            | 2        | -6     | 0           | 0          |
| M. Grosso        | 20       | 1       | 1           | 0          | 2            | 0            | 0            | 0            | 22       | 1      | 1           | 0          |
| S. Kongoulī      | 25       | 10      | 0           | 0          | 2            | 0            | 0            | 0            | 27       | 10     | 0           | 0          |
| I. Lombardi      | -        | -       | -           | -          | -            | -            | -            | -            | -        | -      | -           | -          |
| M. Martinelli    | 4        | 0       | 0           | 0          | 2            | 0            | 0            | 0            | 6        | 0      | 0           | 0          |
| G. Milan         | 26       | 5       | 2           | 0          | 2            | 0            | 0            | 0            | 28       | 5      | 2           | 0          |
| F. Moroso        | 8        | 0       | 0           | 0          | -            | -            | -            | -            | 8        | 0      | 0           | 0          |
| C. Pinatti       | 1        | 0       | 0           | 0          | 1            | 0            | 0            | 0            | 2        | 0      | 0           | 0          |
| E. Roder         | 13       | 0       | 1           | 0          | -            | -            | -            | -            | 13       | 0      | 1           | 0          |
| A. Rossi         | 24       | 0       | 4           | 0          | 1            | 0            | 0            | 0            | 25       | 0      | 4           | 0          |
| G. Sattolo       | -        | -       | -           | -          | -            | -            | -            | -            | -        | -      | -           | -          |
| N. Sciberras     | 22       | 0       | 0           | 0          | 2            | 0            | 0            | 0            | 24       | 0      | 0           | 0          |
| D. Stella        | 16       | 0       | 0           | 0          | 1            | 0            | 0            | 0            | 17       | 0      | 0           | 0          |
| M. Toomey        | 11       | 0       | 2           | 0          | 2            | 0            | 0            | 0            | 13       | 0      | 2           | 0          |
| A. Tuttino       | 19       | 2       | 0           | 0          | 2            | 0            | 0            | 0            | 21       | 2      | 0           | 0          |
| F. Veritti       | 9        | 1       | 2           | 0          | 2            | 0            | 0            | 0            | 11       | 1      | 2           | 0          |
| M. Zuliani       | 19       | 1       | 3           | 0          | 1            | 0            | 0            | 0            | 20       | 1      | 3           | 0          |